# Ingrid Ødegård
Pour les articles homonymes, voir Odegaard.
Ingrid Ødegård, née le 1er mars 1983 à Trondheim, est une ancienne handballeuse internationale norvégienne qui évoluait au poste de gardienne de but. 

## Palmarès
compétitions internationales
- vainqueur de la coupe d'Europe des vainqueurs de coupe en 2008[1] (avec Larvik HK)
- vainqueur de la coupe EHF en 2011[2] (avec FC Midtjylland)

compétitions nationales
- championne de Norvège en 2006, 2007 et 2008 (avec Larvik HK)
- championne du Danemark en 2011 (avec FC Midtjylland)